# Черлін (Вармінсько-Мазурське воєводство)
Черлін (пол. Czerlin, нім. Klein Nappern) — село в Польщі, у гміні Любава Ілавського повіту Вармінсько-Мазурського воєводства.
Населення — 166 осіб (2011).

## Демографія
Демографічна структура станом на 31 березня 2011 року:
|          | Загалом | Допрацездатний вік | Працездатний вік | Постпрацездатний вік |
| -------- | ------- | ------------------ | ---------------- | -------------------- |
| Чоловіки | 91      | 26                 | 60               | 5                    |
| Жінки    | 75      | 20                 | 38               | 17                   |
| Разом    | 166     | 46                 | 98               | 22                   |